# Kiryat Bialik
Kiryat Bialik (în ebraică קִרְייַת בְּיַאלִיק, și Qiryat Bialik) este un oraș în Districtul Haifa, Israel. Este una dintre cele cinci suburbii Krayot la nord de Haifa. În 2018 avea o populație de 39.900 de locuitori,
Orașul a fost numit după poetul Haim Nahman Bialik.

## Istoric
În 1924, Efraim și Sabina Katz, care erau immigrați din România, au fost primii evrei care s-au stabilit în Valea Zevulun în Golful Haifa.  Ferma lor a fost distrusă în revoltele din Palestina din 1929. Singura casă care a supraviețuit revoltelor, Beit Katz, a fost lăsată moștenire orașului Kiryat Bialik în 1959 și desemnată pentru uz public.
Orașul Kiryat Bialik a fost înființat în iulie 1934 de un grup de imigranți evrei germani care au primit un teren de la Fondul Național Evreiesc. Locuitorii erau în principal profesioniști liberi, medici, ingineri și avocați care locuiau în case particulare cu grădini. În timpul celui de-al Doilea Război Mondial, Kiryat Bialik a fost bombardat din cauza apropierii sale de rafinăriile de petrol din Haifa.

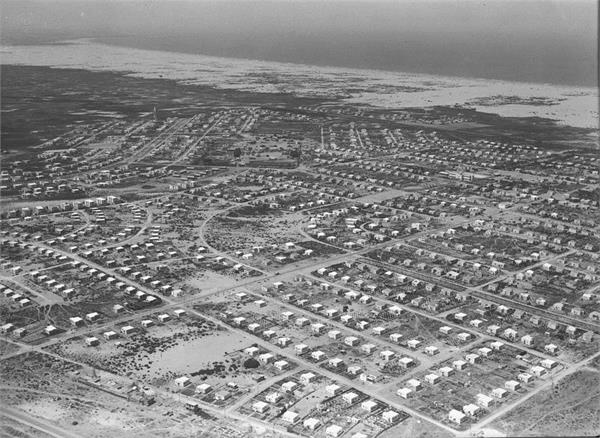
Kfar Bialik 1939

În 1950, a fost declarat consiliu local, obținând statutul de oraș în 1976.